# Sedlice (Strakonicei járás)
Sedlice város Csehország Dél-csehországi kerületének Strakonicei járásában, a járás északnyugati részén fekszik. Lakosainak száma 1307 (2008. 12. 31).

## Története
A település első írásos említése 1352-1399-ból származik, amikor Sedlice a strakonicei Bavor (Bajor) család tulajdonában volt. 1539-ben mezővárosi rangot kapott. 2006. október 10-e óta város.

## Területi felosztása
- Důl
- Holušice
- Mužetice
- Němčice
- Sedlice

## Népesség
A település népessége az elmúlt években az alábbi módon változott:
| Lakosok száma | 2310 | 2298 | 2016 | 1492 | 1373 | 1216 | 1251 | 1252 | 1261 | 1310 |
|               | 1869 | 1890 | 1921 | 1950 | 1980 | 2001 | 2017 | 2019 | 2022 | 2024 |

## Fordítás
- Ez a szócikk részben vagy egészben  a   Sedlice című cseh Wikipédia-szócikk fordításán alapul.  Az eredeti cikk szerkesztőit annak laptörténete sorolja fel. Ez a jelzés csupán a megfogalmazás eredetét és a szerzői jogokat jelzi, nem szolgál a cikkben szereplő információk forrásmegjelöléseként.